# Marckolsheim
Marckolsheim is een gemeente in het Franse departement Bas-Rhin in de regio Grand Est. De gemeente telde 4.384 inwoners op 1 januari 2022.

## Geschiedenis
Marckolsheim was de hoofdplaats van het gelijknamige kanton in het arrondissement Sélestat. Op 1 januari van dat jaar fuseerde het arrondissement met het arrondissement Erstein tot het arrondissement Sélestat-Erstein. Toen het kanton op 22 maart 2015 werd opgeheven werd Marckolsheim opgenomen in het kanton Sélestat.

## Geografie
De oppervlakte van Marckolsheim bedraagt 33,36 vierkante kilometer; Op 1 januari 2022 was de bevolkingsdichtheid 131,4 inwoners per km².

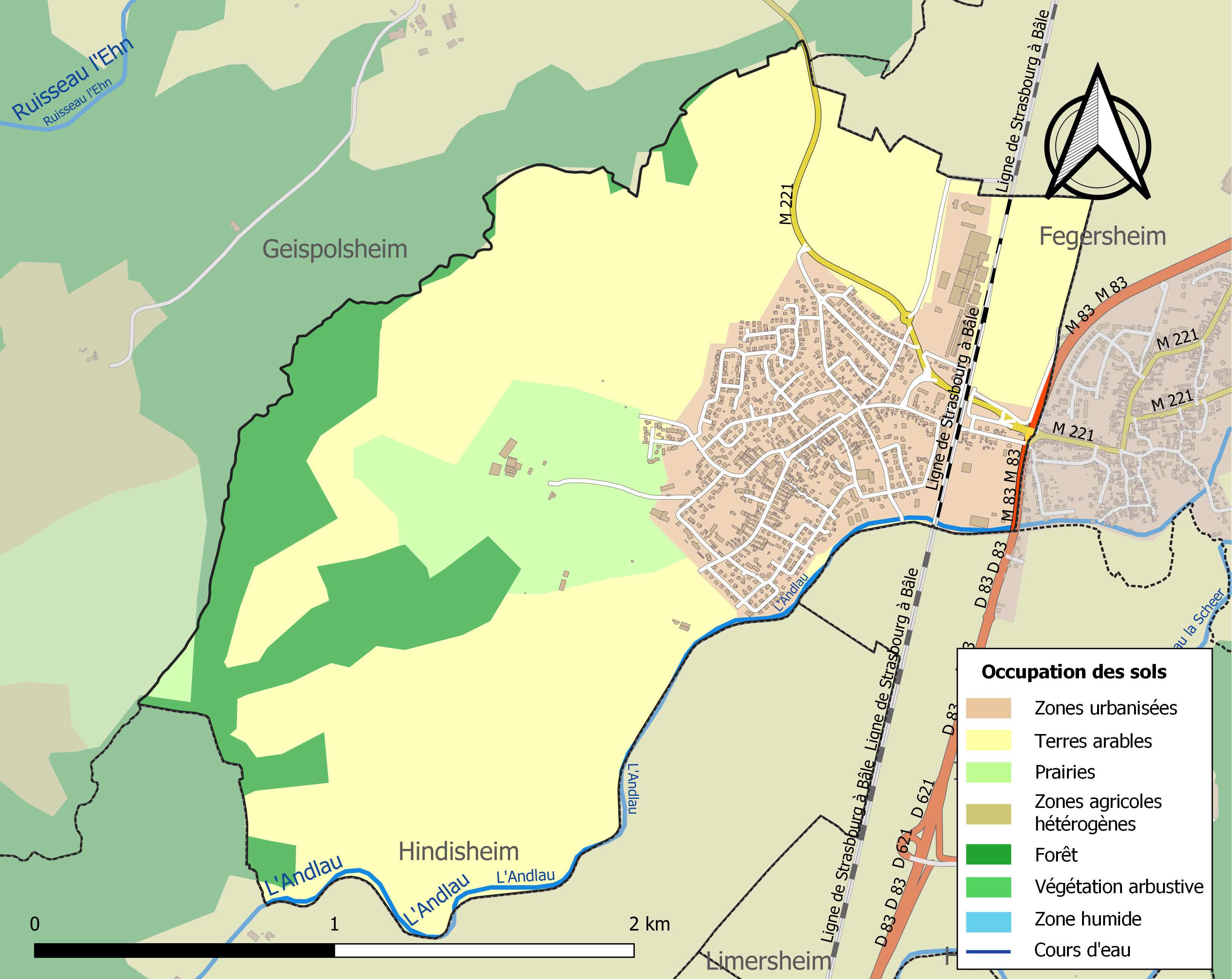
Kaart van de gemeente met de belangrijkste infrastructuur, bodemgebruik en omliggende gemeenten

## Demografie
Onderstaande figuur toont het verloop van het inwonertal.
Artolsheim · Baldenheim · Bindernheim · Bœsenbiesen · Bootzheim · Châtenois · Dieffenthal · Ebersheim · Ebersmunster · Elsenheim · Heidolsheim · Hessenheim · Hilsenheim · Kintzheim · Mackenheim · Marckolsheim · Mussig · Muttersholtz · Ohnenheim · Orschwiller · Richtolsheim · Saasenheim · Scherwiller · Schœnau · Sélestat · Schwobsheim · Sundhouse · La Vancelle · Wittisheim